# Carolina Stramare
Carolina Stramare (n. 27 ianuarie 1999, Genova, Italia) este un fotomodel italian, care a fost aleasă Miss Italia în 2019.
A participat la concurs în calitate de Miss Lombardia și a devenit cea de-a unsprezecea reprezentantă a regiunii Lombardia care a câștigat concursul Miss Italia.
Ea a dedicat victoria mamei sale, care a murit de cancer în 2018.